# Aamir Atlas Khan
Aamir Atlas Khan (* 30. Juli 1990 in Peschawar) ist ein ehemaliger pakistanischer Squashspieler.

## Karriere
Aamir Atlas Khan begann seine Karriere 2002 und gewann neun Titel auf der PSA World Tour. Bereits bei den Junioren errang er große Erfolge. So stand er 2008 in Zürich bei der Junioren-Weltmeisterschaft im Finale gegen Mohamed Elshorbagy, verlor diese Begegnung jedoch mit 9:2, 3:9, 8:10 und 4:9. 
Bei den Asienspielen 2010 gewann er im Einzel nach einer Finalniederlage gegen den Malaysier Mohd Azlan Iskandar die Silbermedaille. Mit der pakistanischen Mannschaft gewann er in der Mannschaftswertung die Goldmedaille. Mit dieser wurde er zudem mehrfacher Asienmeister. 2013 wurde er im Einzel ebenfalls Asienmeister. Mit der pakistanischen Nationalmannschaft nahm er 2007, 2009 und 2011 an Weltmeisterschaften teil. Seine höchste Platzierung in der Weltrangliste war Rang 14 im September 2009.
Sein Bruder Danish ist ebenfalls Squashspieler. Beide sind die Neffen von Jansher Khan.

## Erfolge
- Asienmeister: 2013
- Mehrfacher Asienmeister mit der Mannschaft
- Asienspiele: 1 × Gold (Mannschaft 2010), 1 × Silber (Einzel 2010)
- Gewonnene PSA-Titel: 9